# Annona aurantiaca
Annona aurantiaca là loài thực vật có hoa thuộc họ Na. Loài này được Barb.Rodr. mô tả khoa học đầu tiên năm 1898.